# Tredegar
Tredegar – miasto w południowo-wschodniej Walii, w hrabstwie miejskim Blaenau Gwent, położone nad rzeką Sirhowy. Liczy 14 802 mieszkańców.